# 멜버른 국제 모터쇼
멜버른 국제 모터쇼(Melbourne International Motor Show)은 매년 오스트레일리아 멜버른에서 열리는 모터쇼이다. 세계 각국의 많은 자동차 제조 업체, 판매 업체들이 참가하고 있다. 보통 오스트레일리아 그랑프리가 열리는 시기에 함께 열린다.
1925년 4월 30일 제1 회 쇼가 공식적으로 개최되었다. 오스트레일리아에서 열리는 가장 역사가 깊은 모터쇼이다.
최근 10년간 200~300만 명의 참관객들을 끌어모았다. 전시 기간에는 유리로 둘러싸인 8,000 m²의 실내 전시 공간을 비롯한 멜버른 전시&컨벤션 센터 내외의 모든 전시 공간을 쓴다.

## 역사
최초 전시는 1925년으로 거슬러 올라간다. 멜버른 국제 모터쇼의 처음 62회는 로열 전시관에서 열렸었고 1996년부터 멜버른 전시&컨벤션 센터에서 열리고 있다. 2004년에는 257,563명의 관람객이 왔었다. 2000년대 들어 매년 평균 245,000명의 관람객이 오고 있다.

### 2008년
2월 28일부터 3월 10일까지 열릴 예정이다.

### 2007년
2007년 3월 2일부터 3월 12일까지의 일정으로 개최되었다. 관람객은 229,000여 명이었다.